# Helmut Scheuer
Helmut Scheuer (* 1. März 1942 in Trier) ist ein deutscher Germanist.

## Leben
Helmut Scheuer studierte Germanistik und Geschichte in Hamburg und Saarbrücken und legte 1967 das Staatsexamen ab. Nach der Promotion zum Dr. phil. 1970 und der Habilitation 1978 wurde er Professor für neuere deutsche Literatur in Siegen (1981), Dortmund (1990) und Kassel (1992). Seit 2007 ist er im Ruhestand.
Seine Forschungsschwerpunkte sind Drama im 18. Jahrhundert, Literatur um 1900 (Theodor Fontane, Heinrich Mann, Naturalismus), Theorie und Geschichte der Biographie, die Familie in der deutschen Literatur und Dieter Kühn.

## Publikationen (Auswahl)

### Als Autor
- Arno Holz im literarischen Leben des ausgehenden 19. Jahrhunderts (1883–1896). Eine biographische Studie. Winkler, München 1971.
- Biographie. Studien zur Funktion und zum Wandel einer literarischen Gattung vom 18. Jahrhundert bis zur Gegenwart. Zugl. Dissertation. Metzler, Stuttgart 1979, ISBN 3-476-00433-3.
- Gerhart Hauptmann: Der Biberpelz. Grundlagen und Gedanken zum Verständnis des Dramas. Diesterweg, Frankfurt am Main 1986.

### Als Herausgeber
- Dichter und ihre Nation. Suhrkamp, Frankfurt am Main 1993, ISBN 3-518-38617-4.
- mit Michael Grisko: Liebe, Lust und Leid. Zur Gefühlskultur um 1900. Kassel University Press, Kassel 1999, ISBN 3-933146-11-9.
- Gedichte von Theodor Fontane. Reclam, Stuttgart 2001, ISBN 3-15-017515-1.

## Festschriften für Helmut Scheuer
- Günter Helmes, Ariane Martin, Birgit Nübel, Georg-Michael Schulz (Hrsg.): Literatur und Leben. Anthropologische Aspekte in der Kultur der Moderne. Festschrift für Helmut Scheuer zum 60. Geburtstag. Tübingen 2002, ISBN 3-8233-5883-9.
- Michael Grisko, Peter Seibert: Biographische Miniaturen. Eine Hommage für Helmut Scheuer. Leipziger Universitätsverlag, Leipzig 2022, ISBN 978-3-96023-461-6.